# Грибов, Алексей Николаевич
Алексе́й Никола́евич Гри́бов (18 [31] января 1902, Москва — 26 ноября 1977, Москва) — советский российский актёр театра и кино, педагог. Герой Социалистического Труда (1972), народный артист СССР (1948), лауреат четырёх Сталинских премий (1942, 1946, 1951, 1952) и Государственной премии РСФСР им. К. С. Станиславского (1974).

## Биография
Родился 18 (31) января 1902 года в Москве, в рабочей семье.
Учился в начальном городском училище в Леонтьевском переулке Москвы. Работал на шёлкоткацкой фабрике, пробовал учиться на бухгалтера. В 1919 году попал в Школу-клуб № 2 Замоскворецкого района, затем в Студию им. Горького, где ставили инсценированные рассказы (сыграл эпизод в «Стране отцов» по повести С. И. Гусева-Оренбургского, 1923).
В 1924 году по окончании школы при 3-й студии МХАТа  вступил в труппу Московского Художественного театра. Первая значительная роль — мистер Крегс («Битва жизни» по Ч. Диккенсу, 1924). Выходил на сцену театра 50 лет.
Как отмечают театроведы, «Грибов был мастером разнообразнейших вариантов русского национального характера». Играя в пьесах А. П. Чехова, актёр тонко передавал чеховскую поэзию. Сыграл галерею персонажей в пьесах М. Горького.
Часто выступал и в сатирических ролях — Собакевич («Мёртвые души» по Н. В. Гоголю), Хлынов («Горячее сердце» А. Н. Островского), Епиходов («Вишнёвый сад» А. П. Чехова). Именно комедийно-сатирические персонажи принесли ему успех в кино.
Одной из главных театральных удач была роль Фомы Опискина в спектакле по сатирической повести Ф. М. Достоевского «Село Степанчиково и его обитатели» (1970). В 1973 году вышел одноимённый телеспектакль МХАТа.
Первый актёр, воплотивший на сцене МХАТа образ В. И. Ленина («Кремлёвские куранты» Н. Ф. Погодина).
В годы Великой Отечественной войны часто выезжал на фронт в составе фронтовых бригад.
Гастролировал с театром за рубежом: Япония, Англия, Франция.
C 1935 года начал сниматься в кино.
Много лет озвучивал мультфильмы на студии «Союзмультфильм».
Много работал на радио. Как чтец записал рассказы Тургенева, Чехова, Паустовского, Е. Пермяка. Участвовал во многих радиоспектаклях.
С 1970 года преподавал актёрское мастерство в Школе-студии МХАТ.
Член ВКП(б) с 1944 года.
Во время гастролей театра в Ленинграде в 1974 году, исполняя роль Чебутыкина в «Трёх сёстрах», актёр пережил инсульт, однако по его просьбе спектакль, в итоге оказавшийся последним в его карьере, был доигран. В течение следующих трёх лет актёр заново учился писать и говорить, начал ходить с палочкой и приступил к занятиям со студентами Школы-студии МХАТ, однако осенью 1977 года состояние здоровья вновь ухудшилось.
Скончался 26 ноября 1977 года на 76-м году жизни в Москве от инсульта. Похоронен на Новодевичьем кладбище (участок № 9).

### Семья
Первая жена — Елена Владимировна Барановская, вдова Владимира В. Барановского, наставника Алексея Грибова.
Вторая жена — Изольда Фёдоровна Апинь (1920—1995), помощник режиссёра, старший администратор, секретарь дирекции во МХАТе; заслуженный работник культуры РСФСР (1969). Сын Алексей Грибов (р. 1947), начальник лаборатории Курчатовского института.
Третья жена — Наталия Иосифовна Валандина (11.08.1928 — 03.06.2007). Приёмные дочери Мария и Алёна.

## Творчество

### Роли в театре
- 1924 — «Битва жизни» по Ч. Диккенсу — Крэгс
- 1925 — «Царь Фёдор Иоаннович» А. К. Толстого — Головин
- 1926 — «Горячее сердце» А. Н. Островского — Сидоренко
- 1927 — «Бронепоезд 14-69» Вс. В. Иванова — мужик с подвязанной щекой
- 1928 — «Растратчики» по В. П. Катаеву — парень
- 1928 — «Елизавета Петровна» Д. П. Смолина — пономарь
- 1928 — «Квадратура круга» В. П. Катаева — Вася
- 1928 — «Вишнёвый сад» А. П. Чехова — Яша
- 1928 — «Синяя птица» М. Метерлинка — Кот
- 1929 — «Блокада» Вс. В. Иванова — Кисель
- 1930 — «Воскресение» по Л. Н. Толстому — деревенский старик
- 1931 — «На дне» М. Горького — околоточный Медведев
- 1933 — «Таланты и поклонники» А. Н. Островского — Мигаев
- 1934 — «Чудесный сплав» В. М. Киршона — Гоша
- 1934 — «Мёртвые души» по Н. В. Гоголю — Собакевич
- 1934 — «Егор Булычов и другие» М. Горького — Достигаев
- 1935, 1968 — «Враги» М. Горького — Левшин
- 1937 — «Земля» Н. Е. Вирты — Фрол Баев
- 1938 — «Достигаев и другие» М. Горького — Достигаев
- 1938 — «Горячее сердце» А. Н. Островского — Тарас Тарасович Хлынов
- 1940 — «Три сестры» А. П. Чехова — Иван Романович Чебутыкин
- 1942, 1966 — «Кремлёвские куранты» Н. Ф. Погодина — В. И. Ленин
- 1943 — «Русские люди» К. М. Симонова — Иван Иванович Глоба
- 1944 — «Вишнёвый сад» А. П. Чехова — Епиходов
- 1945 — «Офицер флота» А. А. Крона — матрос Соловцов
- 1946 — «Трудные годы» А. Н. Толстого — Малюта Скуратов
- 1948 — «Хлеб наш насущный» Н. Е. Вирты — Сила Силыч Тихой
- 1948 — «На дне» М. Горького — Лука
- 1951 — «Плоды просвещения» Л. Н. Толстого — 2-й мужик
- 1957 — «Золотая карета» Л. М. Леонова — Павел Александрович Непряхин
- 1958 — «Вишнёвый сад» А. П. Чехова — Фирс
- 1961 — «Цветы живые» Н. Ф. Погодина — В. И. Ленин
- 1963 — «Без вины виноватые» А. Н. Островского — Шмага
- 1966 — «Тяжкое обвинение» Л. Р Шейнина — Приходько
- 1966 — «Ревизор» Н. В. Гоголя — Земляника
- 1968 — «Дни Турбиных» М. А. Булгакова — Фёдор
- 1970 — «Село Степанчиково и его обитатели» по Ф. М. Достоевскому — Фома Фомич Опискин
- 1973 — «Соло для часов с боем» О. Заградника — часовщик Райнер

## Фильмография
- 1935 — Горячие денёчки — Горбунов, командир танкового батальона
- 1937 — Два брата («Милый друг») (короткометражный)
- 1938 — Болотные солдаты — Шульц
- 1938 — Поезд идёт в Москву (короткометражный) — машинист
- 1939 — Человек в футляре — Афанасий, слуга Беликова
- 1941 — Первая конная — Григорий Коцюра, атаман польско-петлюровской банды
- 1944 — Свадьба — Кирилл Жигалов, отец невесты
- 1944 — Поединок — комиссар госбезопасности
- 1945 — Без вины виноватые — Шмага
- 1946 — Клятва — К. Е. Ворошилов
- 1949 — Падение Берлина — К. Е. Ворошилов
- 1950 — Секретная миссия — генерал советской разведки
- 1950 — Донецкие шахтёры — К. Е. Ворошилов
- 1950 — Смелые люди — Константин Сергеевич Воронов, дедушка Нади
- 1951 — Спортивная честь — Пётр Семёнович Гринько
- 1952 — Ревизор — Осип
- 1953 — Таинственная находка — Серванов
- 1953 — Сеанс гипноза (короткометражный) — Николай Борцов
- 1954 — Шведская спичка — Николай Ермолаевич Чубиков, следователь
- 1954 — Верные друзья — Виталий Григорьевич Нехода, начальник строительства
- 1954 — Анна на шее — Иван Иванович
- 1955 — Сын — Сергей Иванович Кондратьев, администратор цирка
- 1957 — Гуттаперчевый мальчик — Эдвардс, клоун Василий Васильевич
- 1958 — Дело «пёстрых» — Волохов, секретарь райкома партии
- 1958 — В тайге — начальник лагеря
- 1958 — Как поймали Семагу (короткометражный) — эпизод
- 1958 — Военная тайна — Фёдор Михайлович, начальник лагеря
- 1958 — «Чудотворец» из Бирюлёва (короткометражный) — Парамонов
- 1959 — Песня о Кольцове — Кашкин
- 1959 — Верные сердца — Пухов
- 1959 — Произведение искусства — актёр Шашкин
- 1959 — Люди на мосту — начальник строительства железной дороги
- 1959 — Необыкновенное путешествие Мишки Стрекачёва — машинист поезда
- 1960 — Алёшкина любовь — Дед Зинки
- 1960 — Слепой музыкант — Фёдор Кандыба
- 1960 — Бессонная ночь — Пётр Ильич Батавин
- 1961 — Взрослые дети — Анатолий Кузьмич Королёв
- 1961 — Полосатый рейс — капитан Василий Васильевич
- 1962 — Сева лечит друга (короткометражный) — Афанасий Матвеевич, гардеробщик
- 1962 — Семь нянек — дедушка Лены
- 1962 — Как рождаются тосты (короткометражный) — водопроводчик
- 1963 — Первый троллейбус — Егор, вахтёр на кирпичном заводе
- 1963 — Слепая птица — начальник поезда
- 1963 — «Фитиль» (короткометражный) (выпуск № 18, сюжет «Сила привычки») — Пал Палыч
- 1964 — Донская повесть — старый казак Кузьмич
- 1964 — Рогатый бастион — Николай Сергеевич, секретарь обкома
- 1964 — Что такое теория относительности? (короткометражный) — актёр
- 1965 — Дорога к морю — Дорофеев, мастер зверосовхоза
- 1965 — «Фитиль» (короткометражный) (выпуск № 41, сюжет «Ревизия»)
- 1966 — Долгая счастливая жизнь — Фирс, в эпизоде из спектакля «Вишнёвый сад»
- 1966 — Начальник Чукотки — коллежский регистратор Тимофей Иванович Храмов
- 1967 — «Фитиль» (короткометражный) (выпуск № 66, сюжет «Чувство юмора») — Степан Петрович, начальник Сидорова
- 1967 — Татьянин день — распорядитель в цирке
- 1968 — Виринея — следователь
- 1968 — Зигзаг удачи — Кирилл Иванович Полотенцев, директор фотоателье
- 1969 — Если есть паруса — Остапчук, начальник пароходства, дядя Вики
- 1969 — «Фитиль» (короткометражный) (выпуск № 183, сюжет «Порожняк») — Александр Александрович Семёнов
- 1970 — Крушение империи — генерал Глобусов
- 1970 — Любовь Яровая — Кутов
- 1971 — Поженились старик со старухой (короткометражный) — Фёдор Фёдорович
- 1971 — День за днём (телеповесть) — дядя Юра
- 1972 — За всё в ответе — Василий Николаевич

### Телеспектакли
- 1952 — На дне — Лука
- 1960 — Мёртвые души — Михаил Семёнович Собакевич
- 1965 — Учитель словесности — Шелестов
- 1966 — Гравюра на дереве — Никитич
- 1968 — Барсуки — Савелий Савельевич, отец Семёна и Павла
- 1968 — В гостях у московской милиции
- 1972 — Враги — Левшин
- 1973 — Село Степанчиково и его обитатели — Фома Фомич Опискин
- 1973 — Отец — Леон Сикула
- 1974 — Соло для часов с боем — Райнер

### Озвучивание мультфильмов
- 1951 — Ночь перед Рождеством — от автора
- 1952 — Каштанка — Жорж-незнакомец
- 1954 — Царевна-Лягушка — дед Кондрат, бывший солдат
- 1955 — Снеговик-почтовик — Дед Мороз
- 1956 — Двенадцать месяцев — братец Январь (нет в титрах)
- 1958 — Лиса и волк — от автора (нет в титрах)
- 1959 — День рождения — Старик
- 1961 — Муравьишка-хвастунишка — Майский Жук
- 1961 — Впервые на арене — Медведь, распорядитель в цирке
- 1962 — Две сказки — Медведь
- 1963 — Сказка о старом кедре — текст от автора
- 1963 — Тараканище — Гиппопотам
- 1966 — Это не про меня — авторский текст (нет в титрах)
- 1966 — Медвежонок и тот, кто живёт в речке — Ёж
- 1966 — Происхождение вида — Рассказчик
- 1967 — Песенка мышонка — Бобр
- 1967 — Сказка о золотом петушке — Царь Додон
- 1969 — Возвращение с Олимпа — старик Нерей
- 1969 — В стране невыученных уроков — Глагол Повелительного Наклонения
- 1969 — Снегурка — читает текст (нет в титрах)
- 1970 — Дядя Миша — Ёж
- 1970 — Быль-небылица — Старик; от автора
- 1970 — Мой друг Мартын — Мужчина в пижаме
- 1970 — Самый главный — Мужик-пахарь
- 1972 — Куда летишь, Витар? — Филин
- 1972 — Коля, Оля и Архимед — Архимед
- 1972 — Рассказы старого моряка: Антарктида — Старый моряк
- 1973 — В мире басен — читает текст
- 1974 — Молодильные яблоки — Воитель (нет в титрах)
- 1974 — Как козлик землю держал — Волк
- 1975 — Конёк-Горбунок — Царь; авторский текст

### Озвучивание фильмов
- 1951 — Фанфан-тюльпан — Лафраншиз (роль Н. Бернарди)
- 1955 — Крушение эмирата — Ханкулов (роль Т. Исламова)

### Участие в фильмах
- 1971 — Любимая роль (документальный) — Хлынов — сцена из спектакля «Горячее сердце»
- 1975 — О нашем театре (документальный)

### Архивные кадры
- 2004 — Легенды Мирового Кино (из еженедельного цикла телевизионных художественно-постановочных программ телеканала «Культура»)
- 2005 — Алексей Грибов (из цикла передач телеканала ДТВ «Как уходили кумиры») (документальный)
- 2007 — Фабрика чудес. Роли озвучивают (короткометражный) (документальный)

## Награды и звания
- Герой Социалистического Труда (02.02.1972)
- Заслуженный артист РСФСР (26.10.1938)
- Народный артист РСФСР (05.11.1943)
- Народный артист СССР (26.10.1948)
- Сталинская премия первой степени (11.04.1942, в составе группы) — за спектакль «Кремлёвские куранты» в Московском орденов Ленина и Трудового Красного Знамени Художественном Академическом театре им. Горького[12]
- Сталинская премия первой степени (1946) — за исполнение роли матроса Соловцова в спектакле «Офицер флота» А. А. Крона
- Сталинская премия второй степени (1951) — за исполнение роли тренера Воронова в фильме «Смелые люди» (1950)
- Сталинская премия первой степени (1952) — за исполнение роли 2-го мужика в спектакле «Плоды просвещения» Л. Н. Толстого
- Государственная премия РСФСР имени К. С. Станиславского (1974) — за исполнение роли часовщика Райнера в спектакле «Соло для часов с боем» О. Заградника
- Два ордена Ленина (27.10.1967, 02.02.1972)
- Орден Октябрьской революции (02.07.1971)
- Два ордена Трудового Красного Знамени (26.10.1938 — в связи с 40-летием МХАТ СССР им. М. Горького, 26.10.1948)
- Медаль «За доблестный труд в Великой Отечественной войне 1941—1945 гг.»
- Медаль «За доблестный труд. В ознаменование 100-летия со дня рождения Владимира Ильича Ленина»
- Медаль «Тридцать лет Победы в Великой Отечественной войне 1941—1945 гг.»
- Медаль «Ветеран труда»
- Медаль «В память 800-летия Москвы»

## Память
- В Москве на доме, в котором в 1972—1977 годах жил А. Грибов (Малый Власьевский переулок, 3), 15.02.1980 была открыта мемориальная доска. Скульптор Ю. В. Александров, архитектор Ю. В. Ранинский.